# Sphingonotus zandaensis
Sphingonotus zandaensis är en insektsart som beskrevs av Huang, C. 1981. Sphingonotus zandaensis ingår i släktet Sphingonotus och familjen gräshoppor. Inga underarter finns listade i Catalogue of Life.